# 삼남중학교 (울산)
삼남중학교(三南中學校)는 대한민국 울산광역시 울주군 삼남읍 가천리에 있는 공립 중학교이다.

## 학교 연혁
- 2007년 2월 21일 : 삼남중학교 설립 인가
- 2007년 3월 1일 : 5학급 개교
- 2007년 3월 1일 : 초대 변동섭 교장 부임
- 2007년 3월 5일 : 제1회 입학식(5학급 154명 입학)
- 2010년 2월 11일 : 제1회 졸업식(5학급 150명 졸업)
- 2010년 3월 1일 : 농산어촌 교육과정 자율학교 지정(3년간)
- 2015년 3월 1일 : 자유학기제 연구학교 지정(1년간)
- 2018년 3월 1일 :  디지털교과서 연구학교 지정(2년간)
- 2021년 3월 1일 : 제8대 동훈찬 교장 취임
- 2021년 3월 1일 : 농어촌소재학교 자율학교 지정(4년간)
- 2022년 3월 1일 : 서로 나눔 학교 지정(4년간)
- 2023년 2월 9일 : 제14회 졸업식 (4학급 87명)
- 2023년 3월 2일 : 제17회 입학식 (2학급 42명)

## 참고 자료
- 삼남중학교 - 한국교육학술정보원 학교알리미